# Stenoma diffinis
Stenoma diffinis es una especie de polilla del género Stenoma, orden Lepidoptera.

## Taxonomía
Fue descrita científicamente por Felder en 1875.